# 267 a. C.
El año 267 a. C. fue un año del calendario romano prejuliano. En el Imperio romano se conocía como el año 487 ab urbe condita. 

## Acontecimientos
- Consulados de Marco Atilio Régulo y Lucio Julio Libón en la Antigua Roma.[1]
- El cónsul Atilio Régulo le consagra en Roma un templo a la diosa Pales.